# Walter Moore (Pianist)
Walter Moore (* 12. Oktober 1940 in Berkeley) ist ein US-amerikanischer Pianist und Musikpädagoge.

## Leben
Walter Moore schloss sein Studium an der Stanford University mit dem akademischen Grad Bachelor of Arts (B.A.) ab und besuchte eine Meisterklasse bei Rosina Lhévinne. In Wien bildete er sich bei Erik Werba weiter.
Ab 1965 war er zunächst Korrepetitor an der Universität für Musik und darstellende Kunst Wien, unterrichtete ab 1978 am Franz-Schubert-Institut in Baden (Niederösterreich) und ist seit 1984 Professor für Lied und Oratorium an der Universität für Musik und darstellende Kunst in Wien.
Moore begleitete Hans Hotter als Assistent zu Liedkursen im In- und Ausland. Er hält Vorträge ein ganz Europa, Asien und den USA und führt Meisterklassen beim Wiener MusikSeminar.
Der Pianist übt als Mitglied des Wiener Ensemble Contraste eine Konzerttätigkeit im In- und Ausland aus, wobei er Solisten wie Ileana Cotrubaș, László Polgár, Wolfgang Holzmair oder Takako Okamura begleitet.
Zu den Absolventen seiner Lied-/Oratoriumsklasse an der Universität für Musik und darstellende Kunst Wien gehören u. a. Elisabeth Kulman (Mezzosopran), Andreas Schager (Heldentenor), Albert Pesendorfer (Bass), Adriane Queiroz (Sopran), Katerina Beranova (Sopran), Dora Doceva (Mezzosopran).